# Eva Prischl
Eva Prischl (* 5. Dezember 1962 in Lilienfeld) ist eine österreichische Politikerin der Sozialdemokratischen Partei Österreichs (SPÖ). Von März 2023 bis März 2025 war sie Abgeordnete und Dritte Präsidentin des Landtag von Niederösterreich. Von 2018 bis 2023 war sie vom Niederösterreichischen Landtag entsandtes Mitglied des Bundesrates. Seit März 2025 ist sie Gesundheitslandesrätin in der Landesregierung Mikl-Leitner III.

## Leben
Eva Prischl besuchte nach der Volks- und Hauptschule in Wilhelmsburg von 1977 bis 1980 die Bundeshandelsschule in St. Pölten. Seit 1980 ist sie Magistratsbedienstete beim Magistrat der Stadt St. Pölten, wo sie den Bereich Tourismus leitet.
Seit 2010 gehört sie dem Gemeinderat in Wilhelmsburg an. Seit 22. März 2018 ist sie vom Landtag von Niederösterreich entsandtes Mitglied des Bundesrates, wo sie dem Gesundheitsausschuss, dem Ausschuss für BürgerInnenrechte und Petitionen, dem Ausschuss für Land-, Forst- und Wasserwirtschaft und dem Gleichbehandlungsausschuss angehört. Bis zum 13. Juni 2018 gehörte sie dem Umweltausschuss an, seit dem 14. Juni 2018 gehört sie auch dem Kinderrechteausschuss und dem Wirtschaftsausschuss an.
Mit Februar 2023 folgte ihr Stefan Bauer als Tourismusdirektor von St. Pölten nach. Nach der Landtagswahl in Niederösterreich 2023 wurde sie von der SPÖ als Dritte Landtagspräsidentin ab der XX. Gesetzgebungsperiode nominiert, in dieser Funktion folgte sie Karin Renner nach.
Nach dem Wechsel von Ulrike Königsberger-Ludwig in die Bundesregierung Stocker wurde Prischl am 27. März 2025 mit 52 von 56 Stimmen zur Gesundheitslandesrätin in der Landesregierung Mikl-Leitner III gewählt. Als Dritte Landtagspräsidentin folgte ihr Elvira Schmidt nach. Ihr Landtagsmandat ging an Doris Hahn.